# 테아플라빈
테아플라빈(Theaflavin, TF)과 그 유도체(총칭하여 테아플라빈)는 홍차의 효소 산화(때때로 발효라고도 잘못 표시됨) 중에 찻잎의 플라반-3-올이 응축되어 형성되는 항산화 폴리페놀이다. 테아플라빈-3-갈레이트, 테아플라빈-3'-갈레이트, 테아플라빈-3-3'-디갈레이트가 주요 테아플라빈이다. 테아플라빈은 테아루비긴의 일종이므로 색상이 붉은색을 낸다.